# Amrita Sawaram
Amrita Sawaram, née le 13 août 1980, est une joueuse de badminton mauricienne.

## Palmarès

### Jeux africains
- Jeux africains de 2003 à Abuja
  -  Médaille de bronze en équipe mixte

### Championnats d'Afrique
- Championnats d'Afrique de badminton 2010 à Kampala
  -  Médaille de bronze en double dames avec Marlyse Marquer
  -  Médaille de bronze en double mixte avec Stephan Beeharry
- Championnats d'Afrique de badminton 2006 à Alger
  -  Médaille de bronze en double dames avec Karen Foo Kune
- Championnats d'Afrique de badminton 2004 à Beau Bassin-Rose Hill
  -  Médaille de bronze en simple dames
  -  Médaille de bronze en double dames avec Karen Foo Kune
- Championnats d'Afrique de badminton 2000 à Bauchi
  -  Médaille d'or en simple dames
- Championnats d'Afrique de badminton 1998 à Beau Bassin-Rose Hill
  -  Médaille de bronze en double dames avec Selvon Marudamuthu